# Dvory u Lažišť
Dvory (deutsch Höfen) ist eine Gemeinde in Tschechien. Sie liegt fünf Kilometer nordwestlich von Prachatice und gehört zum Okres Prachatice.

## Geographie

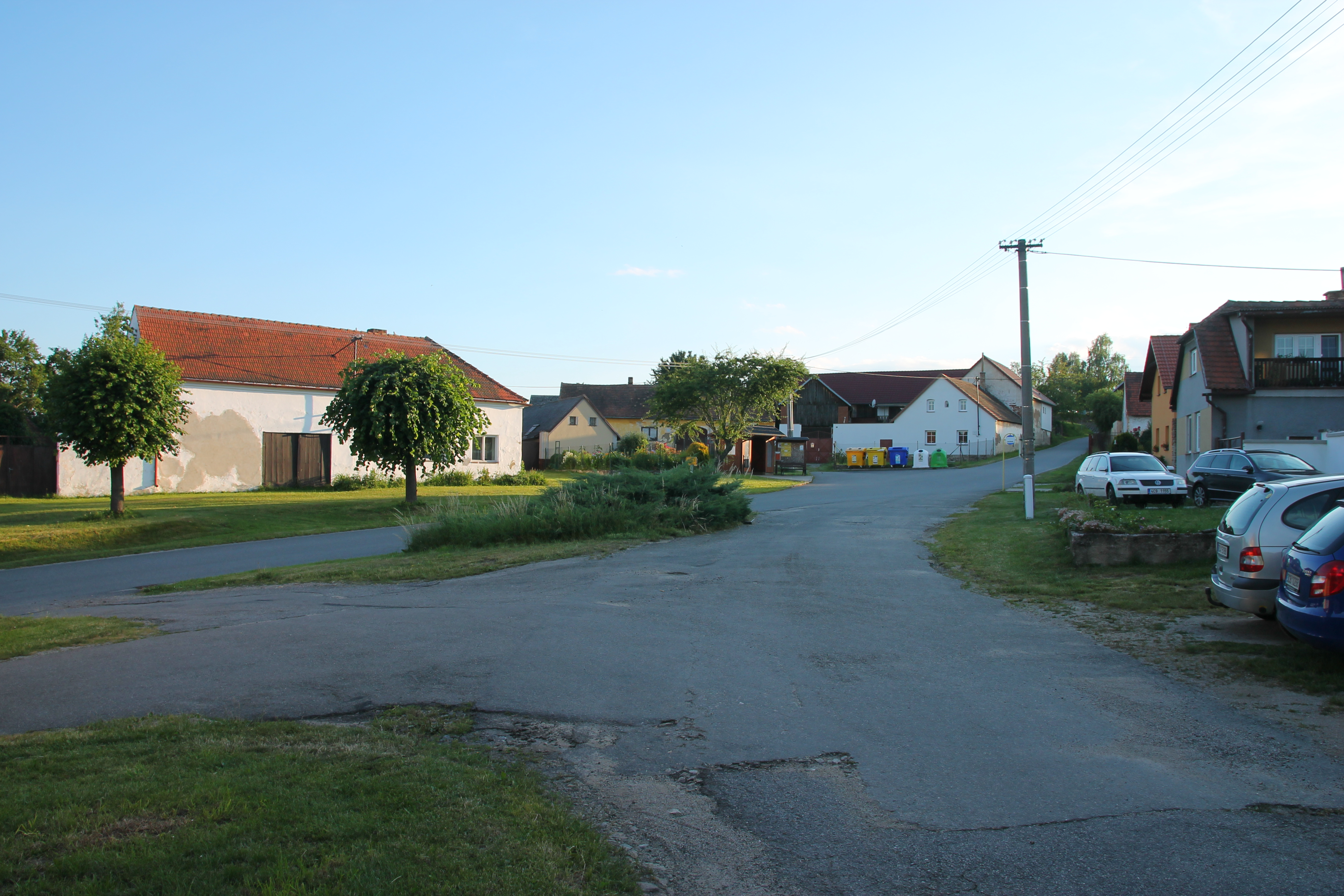
Dvory

Dvory befindet sich linksseitig über den Engtälern der Blanice und ihres Zuflusses Němčský potok im Böhmerwald-Vorland. Östlich wird die Blanice in der Trinkwassertalsperre Husinec gestaut.
Nachbarorte sind Pěčnov im Norden, Horouty und Husinec im Nordosten, Prachatice im Südosten, Oseky und Zábrdí im Süden, Milešin im Südwesten, Lažiště im Westen sowie Dachov im Nordwesten.

## Geschichte
Die erste urkundliche Erwähnung des Dorfes erfolgte im Jahre 1410.
1961 erfolgte die Eingemeindung nach Lažiště; seit dem 24. November 1990 bildet Dvory wieder eine Gemeinde.

## Gemeindegliederung
Für die Gemeinde Dvory sind keine Ortsteile ausgewiesen.

## Sehenswürdigkeiten
- Kapelle am Dorfplatz

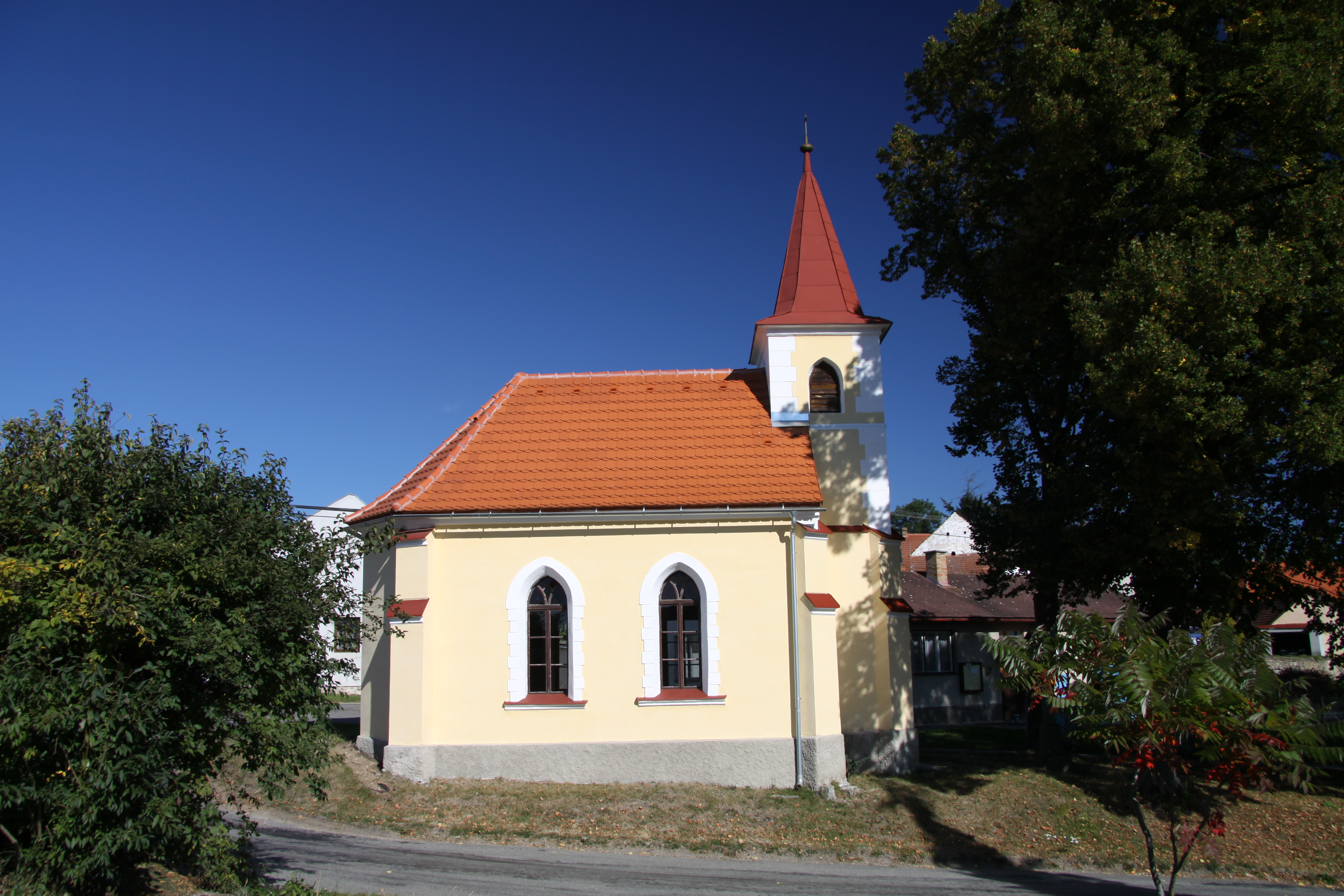
Kapelle am Dorfplatz

- Täler der Blanice und des Němčský potok mit Felsformationen
- Talsperre Husinec